# Gullmarsfjorden
58°15′53.035″N 11°27′9.2160″Ø / 58.26473194°N 11.452560000°Ø
Gullmarsfjorden eller Gullmarn er en 25 kilometer lang fjord i Bohuslän i Sverige. Med de to fjordarme Färlevfjorden og Saltkällefjorden er den omtrent 30-35 kilometer lang. Den er Sveriges mest udprægede fjord med fjordtærskel. Gullmarsfjorden er Sveriges eneste marine naturreservat og er en del af Natura 2000-netværket.

## Geografi
Gullmarn dannedes ved, at en forkastningssprække opstod i urbjerget og udgør en grænsezone mellem gnejsområdet i syd og granitområdet i nord. Naturformerne varierer mellem bratte klipper, som går lige ned i fjorden, og fladere strandpartier med græsenge og sandstrande.
Fjorden skiller Stångenäset i nord fra Bokenäset og Skaftölandet i syd. Ved mundingen længst ude på Stångenäset ligger byen Lysekil med bebyggelsen Fiskebäckskil på den anden side af fjorden. Længere ind i fjorden, lige inden den deler sig i Färlevfjorden og Saltkällefjorden, ligger Stora Bornö og Lilla Bornö. Endnu længere inde ligger landsbyerne Barkedal, Sämstad og Lingatan.

## Historie
Fra stenalderen findes der spor af bosættelser i området med forskellige grave. Nord for Brastad på Stångenäset findes nogle af landets fornemste helleristninger fra bronzealderen.
Området tilhørte Danmark-Norge frem til freden i Roskilde 1658, da hele Bohuslän blev overdraget til Sverige.
I de sidste tiår af 1800-tallet fik Lysekil og området omkring et opsving, fordi kong Oscar 2. brugte byen som som badeby, hvilket fik mange til at bygge sommarvillaer her. Meget af denne bebyggelse findes bevaret i de ældre dele af Lysekil.